# Ballesteros de Calatrava
Ballesteros de Calatrava és un municipi de la província de Ciudad Real a la comunitat autònoma de Castella-La Manxa.